# Stabilimento idrovoro di Valle Lepri
Lo stabilimento idrovoro di Valle Lepri è un impianto di sollevamento delle acque per la bonifica, situato nel comune di Comacchio al margine nord orientale del grande complesso vallivo denominato "Mezzano".

## Struttura
Nato da un progetto di bonifica della valle del Mezzano e della valle Pega negli anni cinquanta del XX secolo, è composto da due complessi idrovori distinti: Acque Alte e Acque Basse. L'impianto Acque Basse, che a propria volta occorre separare in Mezzano e Pega, garantisce lo scolo delle omonime valli mentre Acque Alte raccoglie le acque degli idrovori che, nei tempi precedenti la bonificazione del Mezzano erano organizzati per riversare le acque nella valle del Mezzano, grazie ad un canale lungo circa 50 km.
L'impianto Acque Alte presenta una capacità complessiva di oltre 100 m3/sec, fornito da 9 elicopompe ad asse orizzontale ed inclinazione variabile della portata nominale di 13 m3, e costituisce, per capacità di sollevamento, uno dei più grandi impianti idrovori europei.
L'impianto Acque Basse è costituito da 3 elicopompe ad asse verticale al servizio del bacino Mezzano (24 m3/sec complessivi) ed altre tre elicopompe ad asse verticale al servizio del bacino pega (9 m3/sec complessivi)
La subsidenza dell'intera area ha determinato nel 2008 un piano di intervento dal costo totale di euro 1.600.000
La zona, pure profondamente modificata dall'uomo che ha trasformato  i precedenti terreni paludosi in campi adibiti all'agricoltura, conserva un grande interesse naturalistico, soprattutto per l'osservazione degli uccelli.